# Йосиф Свобода (художник)
Йо́сиф Сво́бода (чеськ. Josef Svoboda, † близько 1885) — чеський графік і маляр, сценограф.
Чех з походження. З 1838 року жив у Львові й працював у літографічних закладах. Численні літографовані портрети, історичні сцени, почасти з українською тематикою («Козаки з Чигирина в Істамбулі», «Сава Чалий — Козак з Запоріжжя», «Настя Лісовська, дружина Сулеймана II»), пейзажі, ілюстрації до кн. і журн., виконані у традиціях академізму.